# 북위 44도
북위 44도는 적도면으로부터 44도 북쪽을 지나는 위선이다. 유럽, 지중해, 아시아, 태평양, 북아메리카, 태평양을 지난다. 이 위도에서의 일조시간은 하지에는 15시간 29분, 동지에는 8시간 53분이다.

## 지나가는 지역
북위 44도는 본초 자오선으로부터 동쪽 방향으로 다음 지역을 지나간다.
| 좌표                                                    | 국가, 지역, 해역      | 비고 |
| ------------------------------------------------------- | --------------------- | --- |
| 북위 44° 0′ 동경 0° 0′  / 북위 44.000° 동경 0.000°      | 프랑스                | 몽토방을 통과 |
| 북위 44° 0′ 동경 7° 39′  / 북위 44.000° 동경 7.650°     | 이탈리아              | |
| 북위 44° 0′ 동경 8° 10′  / 북위 44.000° 동경 8.167°     | 지중해                | 제노바만 |
| 북위 44° 0′ 동경 10° 6′  / 북위 44.000° 동경 10.100°    | 이탈리아              | 산마리노 북쪽 지점을 통과 |
| 북위 44° 0′ 동경 12° 40′  / 북위 44.000° 동경 12.667°   | 아드리아해            | |
| 북위 44° 0′ 동경 15° 2′  / 북위 44.000° 동경 15.033°    | 크로아티아            | 두기오토크섬과 파슈만섬 |
| 북위 44° 0′ 동경 16° 32′  / 북위 44.000° 동경 16.533°   | 보스니아 헤르체고비나 | |
| 북위 44° 0′ 동경 19° 14′  / 북위 44.000° 동경 19.233°   | 세르비아              | 약 3km |
| 북위 44° 0′ 동경 19° 16′  / 북위 44.000° 동경 19.267°   | 보스니아 헤르체고비나 | |
| 북위 44° 0′ 동경 19° 34′  / 북위 44.000° 동경 19.567°   | 세르비아              | 크라구예바츠를 지난다 |
| 북위 44° 0′ 동경 22° 25′  / 북위 44.000° 동경 22.417°   | 불가리아              | 비딘을 지난다 |
| 북위 44° 0′ 동경 22° 55′  / 북위 44.000° 동경 22.917°   | 루마니아              | |
| 북위 44° 0′ 동경 26° 13′  / 북위 44.000° 동경 26.217°   | 불가리아              | |
| 북위 44° 0′ 동경 27° 41′  / 북위 44.000° 동경 27.683°   | 루마니아              | 약 15km |
| 북위 44° 0′ 동경 27° 53′  / 북위 44.000° 동경 27.883°   | 불가리아              | 약 4km |
| 북위 44° 0′ 동경 27° 56′  / 북위 44.000° 동경 27.933°   | 루마니아              | |
| 북위 44° 0′ 동경 28° 40′  / 북위 44.000° 동경 28.667°   | 흑해                  | |
| 북위 44° 0′ 동경 39° 11′  / 북위 44.000° 동경 39.183°   | 러시아                | 퍄티고르스크 남쪽을 통과 |
| 북위 44° 0′ 동경 47° 23′  / 북위 44.000° 동경 47.383°   | 카스피해              | 러시아 체첸섬의 북쪽을 통과 |
| 북위 44° 0′ 동경 50° 55′  / 북위 44.000° 동경 50.917°   | 카자흐스탄            | |
| 북위 44° 0′ 동경 56° 0′  / 북위 44.000° 동경 56.000°    | 우즈베키스탄          | |
| 북위 44° 0′ 동경 61° 26′  / 북위 44.000° 동경 61.433°   | 카자흐스탄            | |
| 북위 44° 0′ 동경 80° 27′  / 북위 44.000° 동경 80.450°   | 중화인민공화국        | 신장 위구르 자치구 - 우루무치시 북쪽 22km 지점 통과 |
| 북위 44° 0′ 동경 95° 30′  / 북위 44.000° 동경 95.500°   | 몽골                  | |
| 북위 44° 0′ 동경 111° 50′  / 북위 44.000° 동경 111.833° | 중화인민공화국        | 내몽골 자치구 지린성 - 창춘시 북쪽을 통과 헤이룽장성 지린성 - 약 2km 지점 헤이룽장성 - 1km 미만 지점 지린성 - 약 10km 지점 헤이룽장성 지린성 - 약 5km 지점 헤이룽장성 |
| 북위 44° 0′ 동경 131° 15′  / 북위 44.000° 동경 131.250° | 러시아                | |
| 북위 44° 0′ 동경 135° 32′  / 북위 44.000° 동경 135.533° | 동해                  | |
| 북위 44° 0′ 동경 141° 39′  / 북위 44.000° 동경 141.650° | 일본                  | 홋카이도 |
| 북위 44° 0′ 동경 144° 17′  / 북위 44.000° 동경 144.283° | 오호츠크해            | |
| 북위 44° 0′ 동경 144° 54′  / 북위 44.000° 동경 144.900° | 일본                  | 홋카이도 - 시레토코 반도 오호츠크 종합진흥국, 네무로 진흥국 |
| 북위 44° 0′ 동경 145° 10′  / 북위 44.000° 동경 145.167° | 쿠나시르 해협         | |
| 북위 44° 0′ 동경 145° 39′  / 북위 44.000° 동경 145.650° | 쿠릴 열도             | 러시아 쿠나시르섬 ( 일본이 영유권을 주장) |
| 북위 44° 0′ 동경 145° 48′  / 북위 44.000° 동경 145.800° | 태평양                | 러시아 시코탄섬 ( 일본이 영유권을 주장) |
| 북위 44° 0′ 서경 124° 8′  / 북위 44.000° 서경 124.133°  | 미국                  | 오리건주 아이다호주 와이오밍주 사우스다코타주 미네소타주 위스콘신주                                                                                                   |
| 북위 44° 0′ 서경 87° 41′  / 북위 44.000° 서경 87.683°   | 미시간호              | |
| 북위 44° 0′ 서경 86° 28′  / 북위 44.000° 서경 86.467°   | 미국                  | 미시간주 |
| 북위 44° 0′ 서경 82° 45′  / 북위 44.000° 서경 82.750°   | 휴런호                | |
| 북위 44° 0′ 서경 81° 44′  / 북위 44.000° 서경 81.733°   | 캐나다                | 온타리오주 |
| 북위 44° 0′ 서경 77° 0′  / 북위 44.000° 서경 77.000°    | 온타리오호            | |
| 북위 44° 0′ 서경 76° 16′  / 북위 44.000° 서경 76.267°   | 미국                  | 뉴욕주 버몬트주 뉴햄프셔주 메인주 |
| 북위 44° 0′ 서경 69° 8′  / 북위 44.000° 서경 69.133°    | 대서양                | 미국 메인만 |
| 북위 44° 0′ 서경 66° 9′  / 북위 44.000° 서경 66.150°    | 캐나다                | 노바스코샤주 |
| 북위 44° 0′ 서경 64° 40′  / 북위 44.000° 서경 64.667°   | 대서양                | |
| 북위 44° 0′ 서경 59° 46′  / 북위 44.000° 서경 59.767°   | 캐나다                | 노바스코샤주 - 세이블섬 |
| 북위 44° 0′ 서경 59° 45′  / 북위 44.000° 서경 59.750°   | 대서양                | |
| 북위 44° 0′ 서경 1° 21′  / 북위 44.000° 서경 1.350°     | 프랑스                | |

## 같이 보기
- 북위 43도
- 북위 45도